# Сергей Волков
Сергей Александрович Волков е руски космонавт и първият, който е втора генерация космонавти, син на космонавта Александър Волков.
След завършване на академията Волков служи във военновъздушните сили като асистент на въздушния командир. Може да лети на самолетите Л-29, Л-39, Ил-22 и Ту-134. Натрупал е 450 часа летене и е военен пилот от Клас 3.
От декември 1997 г. до ноември 1999 г. Волков преминава през основна тренировка за космонавти и се класира като тестови космонавт. От януари 2000 г.става част от групата космонавти трениращи за мисии на Международната космическа станция.
От август 2001 до февруари 2003 г. тренира като част от дублиращия екип на Експедиция 7. От март 2003 до декември 2004 тренира за Експедиция 11.
Февруари 2006 г. е част от дублиращия екипаж на Експедиция 13.
През юни 2006 г. е избран за член на главния екипаж на Експедиция 17 като командир на полета на Союз ТМА и командир на МКС. Мисията му е от април до октомври 2008 г. Той е най-младият командир на МКС към днешна дата.
Завръща се на Земята на 24 октомври 2008 г. заедно с космическия турист Ричард Гериът, син на космонавта Оуен Гериът.
На 24 октомври, екипажът на Експедиция 17 – Волков, Олег Кононенко и космическия турист Ричард Гариът на борда на капсула Союз ТМА-12 се приземяват в 9:37 сутринта, на 55 мили северно от Аркалък, Казахстан. Транспортирани са до космическия център в Байконур с хеликоптер и след това летят до Звездното градче, Московски регион.